# Oxysarcodexia thornax
Oxysarcodexia thornax är en tvåvingeart som först beskrevs av Walker 1849.  Oxysarcodexia thornax ingår i släktet Oxysarcodexia och familjen köttflugor. Inga underarter finns listade i Catalogue of Life.